# スーパーパズルボブル2
『スーパーパズルボブル2』（SuperPuzzleBobble2）はタイトーから2002年9月19日に発売されたPlayStation 2用アクションパズルゲームである。
2004年に発売されたSIMPLE2000シリーズの『THE スーパーパズルボブルDX』にも前作と共に収録されている。

## ゲーム概要
方向キー（左スティック）3ボタン（ボール発射、左回転スロー、右回転スロー）で操作する。
1Pパズルのレベル選択に練習は5ステージエンド。本番は全30ステージ。1人対戦は全10ステージ。ただし、ムービーではキャラクター達は日本語で喋っているものの、ゲーム中の台詞では英語で喋る仕様がある。条件を満たせば日本語で喋る。

## 新たに追加されたモード
ストーリーモード
家庭用に追加されたモード。ロングパズル、普通パズル、対戦パズルの3種類。段位認定もある。全5ステージをクリアすると称号が発表される。与えられた称号によって、キャラクターのセリフが変わる。
エディットモード
家庭用に追加されたモード。計25までオリジナルステージが作成可能。

## キャラクター
前作『スーパーパズルボブル』から続けて登場
モグ
いつも着けているネクタイが自慢の猫。語尾に「～れす」をつけて喋る。メザシが好物らしい。
キャッチ君
ゲームとカラオケが大好きな好青年。とても礼儀正しい。
プカドん
気は優しくて力持ちな格闘技マニア。
あっとまーくん
ロケットにも変身できるロボット。自分を作った博士を探している。
ヲーロ
袖からいろんな物を出してはいたずらをする多趣味なやんちゃ小僧。
トム＆ヤム
カエルの国の大統領を目指す、ドジな兄と臆病な弟のカエルの兄弟。
ピンキー
歌と踊りが大好きなおしゃれな女の子。
ミスT
元ミスユニバースにして元女刑事という、謎の美女。現在はスーパーモデルをしている。
フンギラ
カッツェの忠実な番犬。
カッツェ
2038歳のおしゃれなおじさん。宇宙征服を目指している。

新たに追加されたキャラクター
ウィーピー
パズルの塔にいるパズルマスター。悪魔のような外見をしているが、性格は臆病で小心者。更にネガティブ思考かつ泣き虫。
ストーリーモードのステージ3～4に登場する。隠しコマンドを入力すると使用可能。ただしストーリーモードでは使えない。
スマイリー
ウィーピーが持つもうひとつの人格。天使のような外見をしているが、口調が悪く性格は傲慢。
ストーリーモードのステージ5に登場する。隠しコマンドを入力すると使用可能。ただしストーリーモードでは使えない。